# Di là dall'acqua
Di là dall'acqua è il quinto album della Compagnia dell'anello ed il primo registrato in studio dopo 12 anni.
Il disco è idealmente dedicato alle terre dell'Istria e della Dalmazia, ancora oggi abitate da numerosi italiani.
Oltre alla title track altri brani si ricollegano a queste terre: Addio a Perasto, Volo su Zara, Incoronate. La title track è citata e omaggiata dal cantautore romano Simone Cristicchi nel suo spettacolo Magazzino 18.
Da sottolineare anche che il disco contiene un inno di protesta contro il nuovo corso di parte della destra italiana, Anche se tutti...noi no!

## Tracce
1. Di là dall'acqua – 4:22
2. Il volo del falco – 3:17
3. Millo – 3:08
4. Pro aquis – 4:17
5. Addio a Perasto – 3:10
6. Dio che amavi – 3:50
7. Madre Terra – 2:32
8. Volo su Zara – 3:15
9. Incoronate – 2:49
10. Anche se tutti...noi no! – 5:19
11. Solstitium – 4:10

## Formazione
- Mario Bortoluzzi - voce e chitarra
- Massimo Di Nunzio - voce di accompagnamento, chitarra acustica, chitarra classica, cornamusa scozzese
- Alessandro Chiarelli - violino
- Marinella Di Nunzio - pianoforte e sintetizzatore
- Adolfo Morganti - percussioni
- Marco Priori - batteria
- Andrea Di Nunzio - basso elettrico
- Alessandro Di Nunzio - Tecnico audio